# Rynchops
Rynchops (Linnaeus, 1758) è un genere di uccelli dell'ordine dei Charadriiformes, conosciuti comunemente come rincope o becco a cesoia, attualmente attribuiti alla famiglia Laridae.

## Descrizione
I Rincopidi sono gli unici uccelli ad avere la mandibola inferiore più lunga di quella superiore e le pupille allungate verticalmente come nei gatti. Il caratteristico becco consente loro di catturare i pesci sfiorando l'acqua in volo e lasciando scorrere la mandibola appena sotto la superficie.

## Biologia
La loro singolare tecnica di pesca consiste nell'immergere la parte inferiore del caratteristico becco mentre volano mantenendo il corpo in posizione angolata, evitando così il contatto delle ali con l'acqua. Il becco si compone di una corta rinoteca capace di muoversi agevolmente in senso verticale, e dalla gnatoteca assai più lunga, atta ad essere immersa nell'acqua per catturare i pesci.
Nidificano sulle spiagge sabbiose e depongono dalle due alle sei uova alla cui cova si dedica la femmina.

## Tassonomia
Il genere Rynchops era attribuito in passato alla famiglia Rynchopidae Bonaparte, 1838 ma secondo recenti studi filogenetici rientra a pieno titolo tra i Laridae.
Comprende tre specie :
- Rynchops niger, diffusa in America
- Rynchops flavirostris, diffusa in Africa
- Rynchops albicollis, diffusa in Asia